# جيلا غامليل
جيلا غامليل  (عبرية: גילה גמליאל 24فبراير 1974) سياسية إسرائيلية تشغل حاليا منصب وزيرة الاستخبارات وعضو الكنيست الإسرائيلي عن حزب الليكود، كما شغلت سابقا منصب وزيرة المساواة الاجتماعية ووزيرة حماية البيئة، ونائبة في مكتب رئيس الوزراء.

## سيرة
ولدت في رحوفوت لأب يمني وأم ليبية عملت كرقيب في جيش الدفاع قسم سلاح الطيران  حصلت على درجة البكالوريوس في التاريخ وماجستير في الفلسفة من جامعة بن غوريون وكانت رئيسة اتحاد الطلبة في الجامعة. حصلت على المرتبة الخامسة والعشرين في انتخابات حزب الليكود عام 1999  عارضت مشروع خارطة طريق السلام الذي طرحه زميلها في الحزب أرييل شارون عام 2003 